# Spiczyńce
Spiczyńce (ukr. Спичинці) – wieś na Ukrainie, w obwodzie winnickim, w rejonie pohrebyszczeńskim; leży nad rzeką Rosią.
Prywatne miasto szlacheckie, położone w województwie bracławskim, w 1627 roku należało do kasztelana krakowskiego Jerzego Zbaraskiego.
W Spiczyńcach urodził się Janusz Jędrzejewicz (1885) i Wacław Jędrzejewicz (1893).

## Dwór, pałac
- dwór wielkopański wybudowany pod koniec XVIII w. w stylu klasycystycznym przez Pawła Sobańskiego spłonął przed 1880 r.[4]
- pałac wybudowany w XIX w. w stylu francuskiego renesansu przez Henryka Tyszkiewicza (1847-1917)[4][5].